# Charlotte Englebert
Pour les articles homonymes, voir Englebert.
Charlotte Englebert, née le 20 mai 2001, est une joueuse de hockey sur gazon belge. Elle évolue au poste de milieu de terrain au Den Bosch Hockey Club et avec l'équipe nationale belge.

## Carrière

### Championnat d'Europe
- : 2021

### Championnat d'Europe (U21)
- : 2018